# Can Gros (Llagostera)
Can Gros de Llagostera és un edifici que forma part de l'Inventari del Patrimoni Arquitectònic de Catalunya. Té planta rectangular, s'estructur originàriament en tres crugies amb parets de pedra morterada i està coberta a dos vessants. Destaquem la porta dovellada i les dovella i les finestres de carreus de pedra i rapissa emmotllurada de pedra de granit. Amb posterioritat s'erigí els edificis annexos.